# Augustine B. Kelley

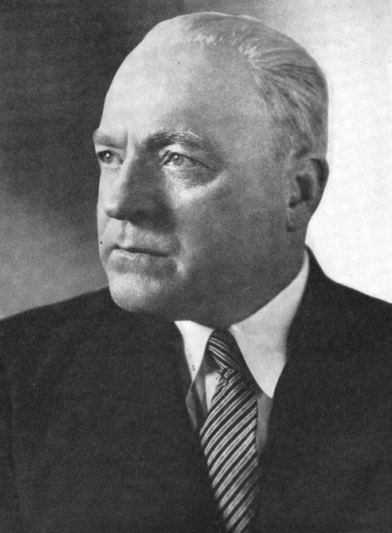
Augustine B. Kelley

Augustine Bernard Kelley (* 9. Juli 1883 in New Baltimore, Somerset County, Pennsylvania; † 20. November 1957 in Bethesda, Maryland) war ein US-amerikanischer Politiker. Zwischen 1941 und 1957 vertrat er den Bundesstaat Pennsylvania im US-Repräsentantenhaus.

## Werdegang
Augustine Kelley besuchte die öffentlichen Schulen seiner Heimat und die Greensburg High School. Im Jahr 1908 absolvierte er die United States Military Academy in West Point. Danach studierte er bis 1912 an der International Correspondence School das Bergbauingenieurswesen. Er arbeitete für die Pennsylvania Railroad und wurde später Leiter der Firma H.C. Frick Coke Co. Außerdem war er mit anderen Koks- und Kohlefirmen verbunden. Politisch wurde er Mitglied der Demokratischen Partei. In den Jahren 1935 und 1936 gehörte er dem Bildungsausschuss der Stadt Greensburg an.
Bei den Kongresswahlen des Jahres 1940 wurde Kelley im 28. Wahlbezirk von Pennsylvania in das US-Repräsentantenhaus in Washington, D.C. gewählt, wo er am 3. Januar 1941 die Nachfolge von Robert G. Allen antrat. Nach acht Wiederwahlen konnte er bis zu seinem Tod am 20. November 1957 im Kongress verbleiben. In diese Zeit fielen unter anderem der Zweite Weltkrieg, der Beginn des Kalten Krieges und der Bürgerrechtsbewegung sowie der Koreakrieg. Zwischen 1945 und 1953 vertrat Kelley den 27. und ab 1953 den 21. Distrikt seines Staates. Von 1945 bis 1947 leitete er das Committee on Invalid Pensions. Er wurde auf dem Nationalfriedhof Arlington in Virginia beigesetzt.